# EM-2
L'EM-2 Fucile 9 mark 1 era un fucile d'assalto sperimentale di fabbricazione britannica. Fu adottato brevemente dal British Army nel 1951, ma la decisione fu cambiata poco dopo dal governo di Winston Churchill, per la volontà di standardizzare il calibro NATO per tutte le armi leggere.
Era concettualmente simile ad altri modelli moderni inglesi, come il P14 e il SA80, in quanto è molto preciso, secondo l'enfasi, tipicamente inglese, sui cecchini.

## Storia

### L'ideazione ed il progetto
Nel periodo immediatamente successivo alla seconda guerra mondiale la British Army, come molti altri eserciti, iniziò la ricerca sul proprio fucile d'assalto. L'Inghilterra aveva inizialmente programmato di sostituire la loro.303 prima della I G.M., ma furono costretti a tenerla, a causa di problemi finanziari e di tempo, per altri 30 anni. Quando ne fu capace, introdussero la.280 British, e iniziarono ad ideare un fucile che lo usasse, e pure una mitragliatrice, la Taden gun, da usare insieme. Nello stesso periodo la Fabrique Nationale de Herstal espresse un interesse per la nuova cartuccia, e iniziò una propria serie di fucili basata su questo calibro. Pure l'Esercito Canadese si interessò alla cartuccia, in parte per mantenere un contatto con l'Inghilterra, e in parte per modernizzare le proprie forze.

### La realizzazione dei primi prototipi
La Royal Small Arms Factory (RSAF) in Enfield iniziò a lavorare su quattro progetti, di cui due molto simili, conosciuti come EM-1 e EM-2 (EM stava per “Enfield Model”). La nomenclatura fu fatta ufficiale 1l 6 gennaio 1948. Ambedue erano, ufficiosamente, chiamati secondo il nome dei principali ideatori, dunque ”Thorpe” e “Janson” (Stephan Kenneth Janson era il nome acquisito di Kazimierz Januszewski, un progettista di armi polacco). Ambedue erano armi bullpup; il caricature e la camera di scoppio erano dietro il grilletto e l'impugnatura a pistola, il che permetteva una riduzione di lunghezza di circa IL 20%, con una uguale lunghezza di canna. Ambedue utilizzavano un caricatore da 20 colpi con ricarica a piastrina, non a caricatore, ed includeva un semplice mirino ottico conico per un veloce puntamento e aveva una maniglia di trasporto in cima. Potevano sparare in semiautomatico o automatico. La cartuccia.280 era accurata su circa 730 m. I due modelli erano molto simili, e differivano solo in dettagli. L'EM-1 usava metallo stampato per una produzione accelerata,m ma era leggermente più pesante.
L'EM-2 fu alla fine selezionato come il modello migliore (anche se alcuni dicono che fu scelto perché era meno futuristico in apparenza), e fu preso come la nuova arma ufficiale del British Army il 25 aprile 1951 sotto il nome di Rifle, Automatic, Calibre .280, Number 9, il nome con cui era conosciuto nel War Office, dai test americani del 1950.

### Ls standardizzazione NATO
Con la creazione della NATO nel 1949 ci fu una comune preferenza di uniformare I Calibri, dunque I progetti di armi dovevano avere l'approvazione di più governi, in quanto potevano essere adottati da tutta la comunità. Fu a questo punto che gli Stati Uniti presentarono I loro progetti per la standardizzazione, in calibro 7.62 X 51 mm nei fucili prototipo T25 e T44. La decisione fu presa ad un test di fuoco sull'Aberdeen Proving Grounds, dove l'US sosteneva che il.280 British era troppo debole, e l'UK sosteneva che il 7.62 X 51 mm era troppo potente per il fuoco automatico da fucile. Al test fu presente anche il.280 FN FAL provato nel fucile T48. Una lunga serie di discussioni seguì, che finirono quando il Canada dichiarò che avrebbe usato il.280 British solo se l'avrebbe fatto anche l'US, ed era ovvio che non sarebbe mai successo. Così Winston Churchill decise che una standardizzazione NATO era più importante dell'arma stessa, e cambiò la decisione del precedente Ministro della Difesa laburista Manny Shinwell che aveva annunciate l'intenzione di passare al.280 e l'EM-2. Durante questo periodo alcuni prototipi di EM-2 furono incamerati per una vasta gamma di cartucce da 7 mm, e fu anche fatto un tentativo di incamerarlo per il proiettile da 7.62x51mm.
Era chiaro che l'EM2 non era facilmente adattabile al potente proiettile Americano, così in alternativa fu adottata una versione dell'FN FAL della Fabrique Nationale de Herstal. IL FAL era infatti una versione del progetto della FN per un fucile che usava il.280 (i primi prototipi usavano il 7.92 x 33 mm Kurz tedesco), ed era più facilmente convertibile al 7.62 mm dell'EM2. Così diventò più grande e pesante. Churchill aveva sperato che il Commonwealth e tutti gli altri stati della NATO adottassero il FAL, ma l'US adottò il T44 sotto il nome di M14, che aveva battuto il più radicale T25.
Però alla fine le idee inglesi furono riscattate, a causa della Guerra del Vietnam in cui l'AR 15 fu adottato con il nome di M16 con calibro intermedio 5.56 x 45 mm e scalzò l'M14 adottato più di dieci anni prima. Alcuni anni dopo la NATO decise di prendere una cartuccia più piccola per il fuoco automatico da fucile, e scelse il 5.56 x 45 mm. Così nacque il SA80 inglese che pur essendo esternamente simile all'EM2 aveva un meccanismo completamente diverso, derivato dall'AR18, una versione semplificata dell'AR 15. Però l'idea di un fucile con proiettile più piccolo usato in combinazione con una mitragliatrice pesante di calibro più grande, era simile a quella dell'EM2  e fu usata anche con il SA80 System.

## Caratteristiche
Era un'arma innovativa, basata sul sistema bullpup e sul mirino ottico,  inoltre usava una delle prime cartucce intermedie per fucile d'assalto (un nuovo concetto introdotto dai tedeschi con il loro 7.92 x 33 mm Kurz per l'StG44) in seguito ai progressi tecnici e alle esperienze di combattimento della Germania nella seconda guerra mondiale.
Usava il calibro sperimentale .280 British (= 7 mm.) che doveva sostituire sia il 9 mm Parabellum dello Sten che il vecchio calibro .303 e i fucili Lee-Enfield che erano in servizio da 56 anni, cioè prima del XX secolo. Gli Stati Uniti sostenevano che il.280 British non era abbastanza potente per l'uso con fucili e mitragliatrici, suggerendo invece il molto più potente 7,62 × 51 mm NATO derivato dal .30-06. Siccome l'EM-2 non poteva essere facilmente adattato alla più lunga e potente cartuccia, fu abbandonato. Però la disposizione Bullpup per i fucili in servizio nell'esercito britannico fu ripresa anni dopo nel fucile d'assalto SA80, il fucile adesso in uso oggi e successore dell'L1A1 precedentemente in dotazione che era stato scelto al posto dell'EM-2 quando il British Army si adeguò alla scelta NATO di standardizzarsi al munizionamento 7,62x51.